# Centaurea pullata
Il fiordaliso bordato (nome scientifico Centaurea pullata L., 1753)  è una pianta erbacea, angiosperma dicotiledone, appartenente alla famiglia delle Asteraceae.

## Descrizione
La pianta ha un portamento eretto ed ha un ciclo biologico annuo. La forma biologica è terofita scaposa (T scap), ossia in generale sono piante erbacee che differiscono dalle altre forme biologiche poiché, essendo annuali, superano la stagione avversa sotto forma di seme e sono munite di asse fiorale eretto e spesso privo di foglie.
Il fusto è eretto, semplice o ramificato.
Le foglie, pubescenti, si dividono in basali e cauline. Quelle basali formano una rosetta; hanno un contorno da sinuato a lirato; sono picciolate. Le foglie superiori lungo il caule sono disposte in modo alterno; la lamina progressivamente varia da intera a pennatosetta ed ha un contorno da lanceolato a oblungo.
Le infiorescenze (composte da capolini) sono scapose. I capolini, discoidi e omogami, sono formati da un involucro a forma ovoide composto da brattee (o squame) disposte su più serie all'interno delle quali un ricettacolo fa da base ai fiori. Le squame dell'involucro sono disposte in modo embricato e scalato; hanno delle forme ovato-lanceolate; il colore è verde chiaro con margini neri; all'apice sono presenti 9 - 10 spine palmate. Il ricettacolo, provvisto di pagliette a protezione della base dei fiori può essere setoloso. Diametro dell'involucro: 30 – 50 mm.
I fiori in genere sono tubulosi (del tipo actinomorfi), e sono tetra-ciclici (ossia sono presenti 4 verticilli: calice – corolla – androceo – gineceo) e pentameri (ogni verticillo ha 5 elementi). I fiori sono inoltre ermafroditi e fertili. Sono presenti dei fiori radianti (quelli esterni) e sono più lunghi di quelli interni.
- Formula fiorale:

- /x K {\displaystyle \infty }, [C (5), A (5)], G 2 (infero), achenio

- Calice: i sepali del calice sono ridotti ad una coroncina di squame.
- Corolla: la corolla è colorata di porpora-lillacino (a volte può presentarsi bluastra) ed è formata da un tubo terminante in 5 lobi.
- Androceo: gli stami sono 5 con filamenti liberi, papillosi o raramente glabri e distinti, mentre le antere sono saldate in un manicotto (o tubo) circondante lo stilo.[11] Le antere in genere hanno una forma sagittata con base caudata. Il polline normalmente è tricolporato a forma sferica o schiacciata ai poli.
- Gineceo: lo stilo è filiforme con due stigmi divergenti. L'ovario è infero uniloculare formato da 2 carpelli. L'ovulo è unico e anatropo.
- Fioritura: da maggio a luglio.

Il frutto è un achenio con un pappo. Le forme dell'achenio possono essere obovoidi-fusiformi, compresse lateralmente, con areole a inserzione diritta o laterale-abassiale; la superficie è sparsamente pubescente e colorata di bruno chiaro o grigiastro. Il pericarpo dell'achenio possiede delle sclerificazioni radiali spesso provviste di protuberanze. Il pappo, bianco, è inserito su una piastra apicale all'interno di una anello di tessuto parenchimatico. Le setole del pappo sono disposte su una o più serie e sono decidue come un pezzo unico e si presentano barbate o piumate. Dimensione dell'achenio: 3 – 4 mm. Lunghezza del pappo: 2,5 – 3 mm.

## Biologia
- Impollinazione: l'impollinazione avviene tramite insetti (impollinazione entomogama tramite farfalle diurne e notturne).
- Riproduzione: la fecondazione avviene fondamentalmente tramite l'impollinazione dei fiori (vedi sopra).
- Dispersione: i semi (gli acheni) cadendo a terra sono successivamente dispersi soprattutto da insetti tipo formiche (disseminazione mirmecoria). In questo tipo di piante avviene anche un altro tipo di dispersione: zoocoria. Infatti gli uncini delle brattee dell'involucro si agganciano ai peli degli animali di passaggio disperdendo così anche su lunghe distanze i semi della pianta.

## Distribuzione e habitat
- Geoelemento: il tipo corologico (area di origine) è Ovest Europeo.
- Distribuzione: la distribuzione di questo gruppo è mediterranea-occidentale (Algeria, Francia, Italia, Morocco, Portogallo, Spagna, e Tunisia).[2] In Italia è naturalizzata nel Lazio.
- Habitat: l'habitat preferito per queste piante sono le aree incolte.
- Distribuzione altitudinale: sui rilievi, in Italia, queste piante si possono trovare fino a 600 m s.l.m..

## Tassonomia
La famiglia di appartenenza di questa voce (Asteraceae o Compositae, nomen conservandum) probabilmente originaria del Sud America, è la più numerosa del mondo vegetale, comprende oltre 23.000 specie distribuite su 1.535 generi, oppure 22.750 specie e 1.530 generi secondo altre fonti (una delle checklist più aggiornata elenca fino a 1.679 generi). La famiglia attualmente (2021) è divisa in 16 sottofamiglie.
La tribù Cardueae (della sottofamiglia Carduoideae) a sua volta è suddivisa in 12 sottotribù (la sottotribù Centaureinae è una di queste).
Il genere Centaurea elenca oltre 700 specie distribuite in tutto il mondo, delle quali un centinaio sono presenti spontaneamente sul territorio italiano.

### Filogenesi
La classificazione della sottotribù rimane ancora problematica e piena di incertezze. Il genere di questa voce è inserito nel gruppo tassonomico informale Centaurea Group formato dal solo genere Centaurea. La posizione filogenetica di questo gruppo nell'ambito della sottotribù è definita come il "core" della sottotribù; ossia è stato l'ultimo gruppo a divergere intorno ai 10 milioni di anni fa.
La  Centaurea pullata  appartiene al gruppo delle centauree le cui brattee (o squame) dell'involucro terminano con delle rigide spine a forma pennata o palmata (in base alla suddivisione proposta da Pignatti). Questa suddivisione comunque è priva di valore tassonomico ma puramente di comodo dato il grande numero di specie spontanee presenti sul territorio italiano.
Questi caratteri sono condivisi con le seguenti specie (sono indicati alcuni caratteri distintivi per ogni specie):
- Centaurea napifolia L. - Fiordaliso romano: è una pianta annua con un involucro dal diametro di 10 – 13 mm.

Il numero cromosomico di C. pullata è: 2n = 22.
Questa pianta ha due sottospecie:
- Centaurea pullata subsp. baetica Talavera, 1984 - Distribuzione: Spagna
- Centaurea pullata subsp. pullata: è la stirpe principale e si trova in Italia e nel Mediterraneo occidentale.